# عربين
تقع مدينة عربين أو كما تُعرف تاريخياً بـ”عربيل” على بعد حوالي 7 كيلومترات إلى الشمال الشرقي من العاصمة السورية دمشق. هذه المدينة تعد إحدى مدن الغوطة الشرقية التي عُرفت بجمالها الطبيعي وتاريخها العريق، حيث تُحيط بها مجموعة من البلدات والقرى الشهيرة. يحدها من الشمال مدينة حرستا، ومن الشرق مديرا وحمورية، ومن الغرب القابون وزملكا. كما يتدفق فرع من نهر بردى عبر المدينة، ليُضفي عليها سحراً طبيعياً لطالما ميز مدن الغوطة الشرقية. عربين هي المدينة الوحيدة في سوريا التي لديها لغة قديمة منفصلة وهي اللغة العربينية القديمة.
تاريخ المدينة ومكانتها
تُعتبر عربين واحدة من المدن القديمة التي تمتلك تاريخاً ضارباً في القدم، حيث كان موقعها الجغرافي المميز يجعلها نقطة التقاء بين دمشق وبقية المناطق الشرقية. اشتُهرت منذ العصور الإسلامية بكونها مركزاً زراعياً واقتصادياً مهماً، نظراً لوفرة المياه وخصوبة التربة. كما عُرفت بإنتاج الخضروات والفواكه، التي كانت تغذي الأسواق الدمشقية على مدار العام.
عربين لم تكن مجرد مدينة زراعية، بل كانت أيضاً مركزاً حضارياً وثقافياً. ساهم قربها من العاصمة دمشق في جعلها محطة للتجارة والعبور، وشهدت تطوراً في مجالات مختلفة على مر العصور.
جمال الطبيعة في عربين
تمتاز عربين بجمال طبيعتها الذي ينبع من احتضانها لفرع من نهر بردى، إضافة إلى كونها جزءاً من الغوطة الشرقية، المعروفة بمساحاتها الخضراء وبساتينها الممتدة. هذه الطبيعة الخلابة جعلت عربين مكاناً مميزاً للاستجمام والاستقرار، حيث تجمع بين الهدوء الريفي والقرب من حياة المدينة الصاخبة.
المعالم والخدمات
على الرغم من صغر حجمها مقارنةً بالعاصمة دمشق، تضم عربين عدداً من المعالم والخدمات الأساسية التي تجعلها وجهة مناسبة للعيش. يوجد فيها العديد من المدارس والمرافق الصحية، بالإضافة إلى الأسواق الشعبية التي تُبرز التراث المحلي للمنطقة.
الحياة الاجتماعية والثقافية
يتميز سكان عربين بروحهم الاجتماعية وعاداتهم وتقاليدهم العريقة. ما زالت المدينة تحتفظ بالكثير من التقاليد التي تُميز المجتمعات الريفية السورية، مثل التعاون بين السكان في المواسم الزراعية والاحتفاء بالمناسبات الدينية والاجتماعية بطريقة فريدة ومميزة.
عربين اليوم
عانت عربين، كغيرها من مدن الغوطة الشرقية، خلال السنوات الأخيرة من آثار الحرب التي عصفت بسوريا. لكن إرادة سكانها وسعيهم الدؤوب لإعادة الإعمار جعل المدينة تستعيد بعضاً من ألقها. الجهود مستمرة لإحياء الحياة الاقتصادية والزراعية في المدينة، إلى جانب تحسين الخدمات وإعادة بناء البنية التحتية.
الأكل في مدينة عربين: تنوع يعكس تراثها الأصيل
تشتهر مدينة عربين بتقاليدها العريقة في الطعام التي تعكس أصالة المطبخ السوري وجمال تراثه. تجمع أطباق عربين بين البساطة في المكونات والغنى بالنكهات، مستفيدة من وفرة المنتجات الزراعية المحلية التي توفرها أراضي الغوطة الشرقية الخصبة.
الأطباق التقليدية في عربين
تُحضّر الأكلات في عربين غالباً باستخدام مكونات طازجة تُزرع في أراضيها، مثل الخضروات، والزيتون، والأعشاب العطرية. من أشهر الأطباق التي تميز المطبخ في عربين:
1.	المقلوبة:
تُعد من الأطباق الرئيسية التي تُحبها الأسر في عربين. تُحضر من الأرز، واللحم، والباذنجان أو القرنبيط، وتُقدم مقلوبة على صينية كبيرة، مما يجعلها طبقاً عائلياً بامتياز.
2.	الكبة بأنواعها:
تُعتبر الكبة من الأكلات الشعبية في المدينة، وتُحضر بطرق مختلفة، مثل الكبة المقلية، والمشوية، والكبة اللبنية التي تُطهى في اللبن.
3.	المحاشي:
تعتمد على الخضروات مثل الكوسا، والباذنجان، والفلفل المحشي بالأرز واللحم المفروم، وهي من الأكلات المفضلة في الولائم والمناسبات.
4.	الفتة السورية:
تُعد الفتة طبقاً رئيسياً في المناسبات، وهي تتكون من اللبن، والثوم، وقطع الخبز المقرمشة، مع الإضافات مثل اللحم المسلوق أو الحمص.
5.	الشاكرية:
تُحضر باستخدام اللحم المطهو في اللبن المطعم بالثوم والكزبرة، وتُقدم مع الأرز أو البرغل.
الحلويات التقليدية
الحلويات جزء مهم من ثقافة الطعام في عربين، ويبرز فيها:
•	القطايف: تُحضر خصوصاً في شهر رمضان، وهي محشوة بالجوز أو القشطة ومغطاة بالقطر.
•	المعمول: يُقدَّم في الأعياد، ويُحشى بالتمر أو الجوز.
•	البقلاوة: تُعتبر من الحلويات التقليدية التي تحضرها العائلات في المناسبات.
المنتجات المحلية والزراعة
الأطعمة في عربين تعتمد بشكل كبير على المنتجات الزراعية الطازجة، مثل:
•	الزيتون وزيت الزيتون: الذي يُستخدم في معظم الأطباق ويُعد من أفضل أنواع الزيوت.
•	الخضروات: مثل البندورة، والخيار، والباذنجان، التي تُستخدم لتحضير السلطات والمقبلات.
•	الأعشاب العطرية: مثل النعناع والبقدونس، التي تدخل في تحضير أطباق مثل التبولة
المدينة مشهورة بلوزها الشهير بالعقابي وبالصناعة أهمها صناعة الكونسروة كما يوجد فيها معمل للخميرة عند مدخل المدينة. ويعد سوق عربين للوزيات الأكبر في سوريا. كانت المدينة تسمى حتى بداية الستينات من القرن الماضي ببلدة عربيل. لعل عربين تحريف عربيل السريانية السورية القديمة، بمعنى غربال أو من عربانة السريانية بمعنى الصفصاف.

## نبذة
عربين اليوم مدينة عصرية تقع على بعد سبعة كم شمال شرق مدينة دمشق العاصمة، يمر نهر تورا – الفرع الأكبر من نهر بردى – عبر المدينة ويسقي حقول الزيتون واللوز والجوز. يحد مدينة عربين خمس بلدات هي زملكا، القابون، حرستا، مديرا وحمورية، في ألاراضي التابعة لعربين قرى داثرة كقرية برتايا، رمانة، الجوازة، سلطايا وغيرها. وقد اندثرت هذه القرى لظروف مختلفة ولما كانت هذه القرى مبنية باللبن في قديم الزمان فإن آثارها اندثرت كذلك إلا مقبرة قرية برتايا التي بقيت حتى أواسط الخمسينات من القرن الماضي. لعل أقدم أثر في مدينة عربين هو الطاحونة في البنشكية التي أنشأها نائـب الشام المملوكي الأمير سيف الدين منجك اليوسفي هدمت هذه الطاحونة قبل سنوات قليلة بسبب فتح طريق المحلق الشمالي،
من الأبنية التي اندثرت الحمام الكبير والصغير وحارة العويد والسوق والجامع الصغير في شارع النبي شعيب وغيرها.

## السكان
يقدر عدد سكان عربين حسب إحصاء (2005) أكثر من 60000 نسمة، وفي إحصائية (2015) يقدر عددهم بأكثر من 70000 في عربين معظمهم مسجلين في السجل المدني في عربين أي أن حوالي 10%من السكان ينحدرون من مدينة دمشق أو من محافظات مختلفة ومعظم القادمين إلى عربين جاؤوا في الثلاثين سنة الماضية واستقروا في المدينة.
كما يعتبر سكان عربين من الاثرياء على مستوى محافظة ريف دمشق،
مما هو جدير بالذكر ان أول مهاجر عربي هاجر إلى أمريكا الشمالية كان سوري من عربين وهو من آل جوهرة الذين ما زالوا موجودين في عربين وفي دمشق هاجر هو وعائلتة من عربين عقب حروب الأماكن المقدسة وتنقل ثمانية عشر عاماً ثم ارتحل وهاجر إلى الولايات المتحدة الأمريكية عن طريق فرنسا، أسس أبناؤه جريدة كوكب أميركا أول جريدة عربية تصدر في الولايات المتحدة،
ملاحظة انخفاض اعداد السكان الهائل حدث نتيجة الحرب الحالية في سوريا لان الحرب ادت إلى نزوح اعداد كبيرة منهم إلى خارج البلاد أو داخلها وقسم منهم بين جريح وشهيد وقسم اخر بين الامراض والجوع.

== مصادر ==
1. ↑  "إحصائية عدد السكان في عربين (عربيل)". مؤرشف من الأصل في 2013-02-09.
2. ↑  GeoNames (بالإنجليزية), 2005, QID:Q830106
3. ↑  "شبكة بوابة نركال الإخبارة | Nirgal Gate | أخبار العراق". Nirgal Gate. مؤرشف من الأصل في 2024-11-22. اطلع عليه بتاريخ 2024-12-13.
4. ↑  "Forum gratis : منتدى الريحان". web.archive.org. 11 أبريل 2020. مؤرشف من الأصل في 2020-04-11. اطلع عليه بتاريخ 2024-12-13.{{استشهاد ويب}}:  صيانة الاستشهاد: BOT: original URL status unknown (link)

وهذا هو الموقع الإلكتروني الرسمي للمدينة http://www.irbeen.com/